# Åke Gerhard Ekstrand
Åke Gerhard Ekstrand, né le 28 décembre 1846 à Gränna et mort le 9 avril 1933, est un chimiste suédois et un haut fonctionnaire.

## Biographie
Åke Gerhard Ekstrand naît le 28 décembre 1846 à Gränna. Il devient étudiant à Uppsala en 1865, obtient un baccalauréat universitaire ès arts en 1872, et est docteur en chimie à l'Université d'Uppsala en 1875 et la même année docteur en philosophie (Primus).